# Caesi-137
Caesi-137 (137
55Cs

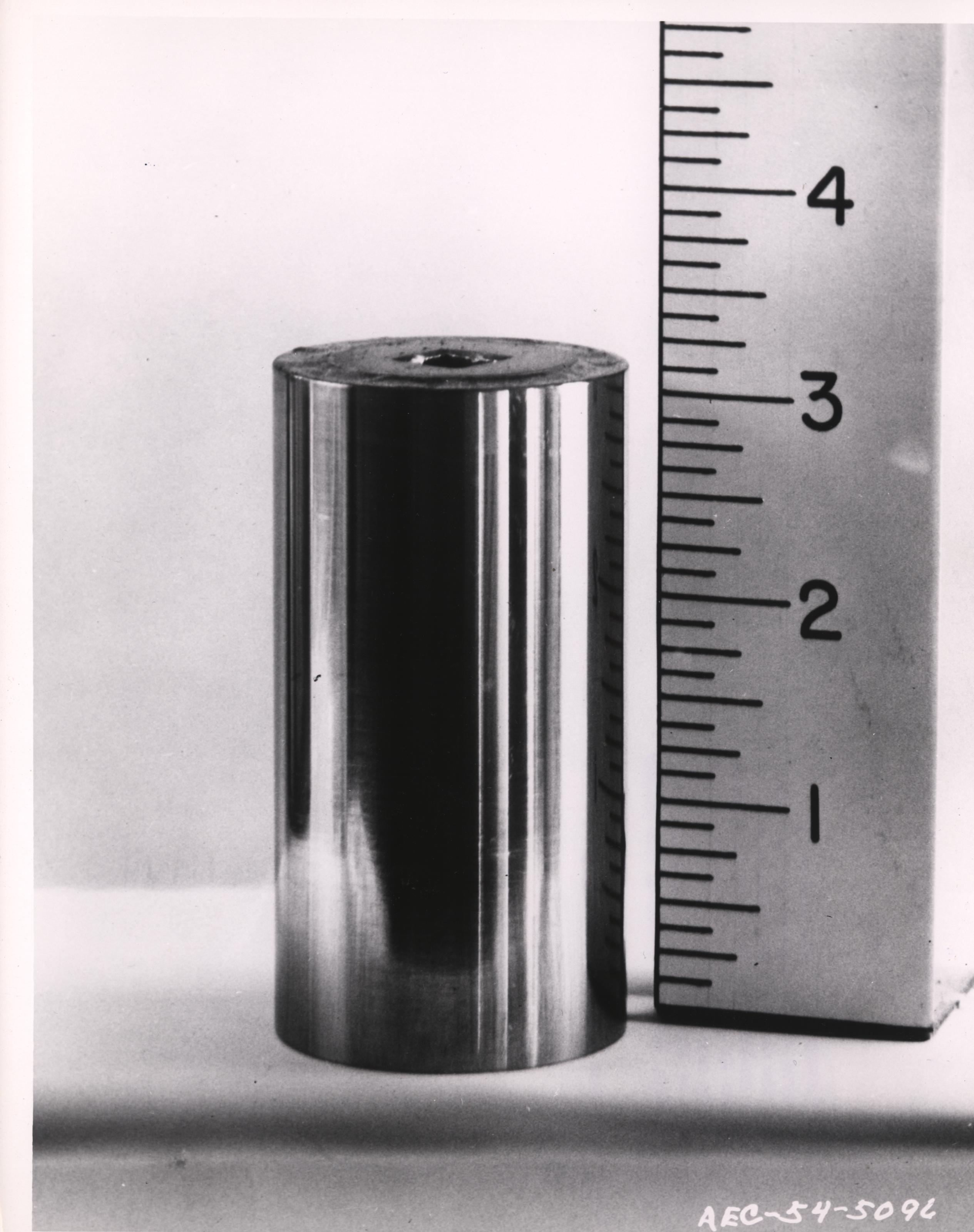
Viên nang Caesium 137

, Cs-137), cesium-137, hay caesi phóng xạ là một đồng vị phóng xạ của caesi được hình thành từ phản ứng phân hạch hạt nhân của urani-235 và các đồng vị có thể phân hạch khác trong các lò phản ứng hạt nhân. Đây là một trong số các sản phẩm phân hạch có nhiều vấn đề nhất trong nhóm có chu kỳ bán rã ngắn-trung bình do nó dễ dàng di chuyển và phát tán trong tự nhiên bởi tính tan cao trong nước các hợp chất hóa học tạo ra từ caesi như các loại muối.

## Phân rã

Sơ đồ phân rã Cs-137

Phổ gamma Cs-137

Caesi-137 có chu kỳ bán rã khoảng 30,17 năm.
Khoảng 95% phân rã dạng beta tạo thành đồng phân hạt nhân dạng kích thích của bari: bari-137m (137mBa, Ba-137m). Phần còn lại trở thành trạng thái ổn định của bari-137, là một đồng vị bền. Ba-137m có chu kỳ bán rã khoảng 153 giây, và là thành phần chính phát ra tia gamma trong các mẫu caesi-137. Một gram caesi-137 có độ phóng xạ 3,215 terabecquerel (TBq).
Đỉnh photon chính của Ba-137m là 662 keV.

## Sử dụng
Caesi-137 có nhiều ứng dụng thực tiễn. Với lượng nhỏ, nó được sử dụng để hiệu chỉnh các thiết bị đo phóng xạ. Trong y học, nó được dùng trong xạ trị. Trong công nghiệp nó được dùng trong đồng hồ đo dòng chảy, thiết bị đo độ dày, thiết bị đo mật độ độ ẩm (đối với số ghi mật độ, Americi-241/Beryilli cung cấp số đọc độ ẩm và thiết bị đo địa vật lý giếng khoan bằng tia gamma.
Caesi-137 không được sử dụng nhiều trong X quang công nghiệp do nó khá hoạt động hóa học, và do vậy, khó xử lý. Các muối của caesi cũng hòa tan trong nước, và điều này làm phức tạp trong việc xử lý an toàn caesi, thay vào đó là cobalt-60.
Là một đồng vị nhân tạo, nó được sử dụng để định tuổi rượu vang và phát hiện hàng giả và định tuổi tương đối vật liệu được lắng đọng trong thời gian sau năm 1954.

## Nguy hiểm đến sức khỏe
Caesi-137 phản ứng với nước tạo ra hợp chất hòa tan trong nước (caesi hydroxide). Ứng xử sinh học của caesi tương tự như của kali và rubidi. Sau khi đi vào cơ thể, caesi ít nhiều phân bố điều khắp cơ thể, chúng tập trung nhiều trong mô mềm.:114 Bán rã sinh học của caesi ngắn khoảng 70 ngày. Thí nghiệm năm 1972 cho thấy rằng khi chó chịu một liều 3800 μCi/kg (140 MBq/kg, khoảng 44 μg/kg) caesi-137 (và 950 đến 1400 rad), nó chết trong vòng 30 ngày, trong khi chịu một liều bằng phân nửa lượng trên thì sống được một năm.
Việc vô tình nuốt caesi-137 có thể xử lý bằng xanh Phổ, nó tạo liên kết hóa học với caesi và giảm chu kỳ bán rã sinh học xuống còn 30 ngày.

## Caesi phóng xạ trong môi trường

10 vụ lắng đọng xê-si 137 cao nhất trong các vụ thử hạt nhân của Mỹ ở Nevada Test Site.

Một lượng nhỏ caesi-134 và xê-si đã được phóng thích vào môi trường trong suốt thời gian thử hạt nhân và các sự cố hạt nhân, nổi tiếng nhất là thảm họa Chernobyl và sự cố nhà máy điện Fukushima I.
Tính đến năm 2005, xê-si 137 là nguồn phóng xạ chính trong vùng chịu ảnh hưởng xung quanh nhà máy hạt nhân Chernobyl. Cùng với xê-si 134 và iod-131, và stronti-90, xê-si-137 là một trong các đồng vị được phát tán từ vụ nổ gây nhiều rủi ro sức khỏe nhất. Giá trị ô nhiễm trung bình của xê-si 137 ở Đức sau thảm họa Chernobyl từ 2000 đến 4000 Bq/m². Giá trị này tương đương với mức ô nhiễm 1 mg/km² xê-si-137, tổng có khoảng 500 gram tích tục trên khắp nước Đức. Ở Scandinavia, một số tuần lộc và cừu có giá trị rất cao so với quy định của Na Uy (3000 Bq/kg) 26 năm sau vụ nổ Chernobyl.
Vào tháng 4 năm 2011, mức caesi 137 tăng cao cũng được tìm thấy trong môi trường sau thảm họa Fukushima Daiichi ở Nhật Bản. Vào tháng 6 năm 2011, thịt bò xuất đến Tokyo từ tỉnh Fukushima có giá trị phóng xạ 1.530 đến 3.200 becquerel/kg Cs-137, trong khi giá trị cho phép theo tiêu chuẩn của Nhật là 500 becquerel/kg vào thời điểm đó. Vào tháng 3 năm 2013, Cơ quan quản lý nhà máy hạt nhân bị sóng thần tàn phá cho rằng đã ghi nhận 740.000 becquerel/kg xê-si phóng xạ trong các được bắt gần nhà máy. Giá trị này cao gấp 7.400 lần tiêu chuẩn cho phép của Nhật trong thức ăn của con người.
Xê-si 137 là mối nguy hại chính cho sức khỏe con người ở Fukushima. Chính phủ chịu sức ép lớn từ việc làm sạch phóng xạ ở Fukushima trên diện tích đất càng nhiều càng tốt để 110.000 dân có thể quay trở lại sinh sống. Nhiều kỹ thuật đã và đang được xem xét áp dụng với hy vọng có thể làm sạch 80 đến 95% xê-si từ đất bị ô nhiễm và các vật liệu khác mà không gây hủy hoạt nguồn hữu cơ trong đất. Các phương pháp bao gồm cả việc nổ thủy nhiệt. Xê-si kết tủa với ferricyanua có thể là chất thải duy nhất đáp ứng yêu cầu của các bãi chôn lấp đặc biệt. Mục đích là giảm lượng phơi nhiễm hàng năm từ môi trường bị ô nhiễm xuống 1 millisievert (mSv). Khu vực bị ô nhiễm nhiều nhất nơi có liều phóng xạ lớn hơn 50 mSv/năm phải nằm trong khu vực giới hạn, nhưng một số khu vực hiện có mức dưới 5 mSv/năm có thể bị khử ô nhiễm và cho phép 22.000 dân quay trở lại sinh sống.